# Жирмон
Жирмон (фр. Girmont) је насељено место у Француској у региону Лорена, у департману Вогези.
По подацима из 2011. године у општини је живело 982 становника, а густина насељености је износила 77,14 становника/km².

## Демографија
| 1962. | 1968. | 1975. | 1982. | 1990. | 2011. |
| ----- | ----- | ----- | ----- | ----- | ----- |
| 637   | 642   | 791   | 901   | 1.032 | 982   |